# Birinci Divizionu
Die Birinci Divizionu ist die zweithöchste Fußballliga in Aserbaidschan. Sie wurde 1992 nach dem Zusammenbruch der Sowjetunion gegründet.

## Geschichte
Die Liga startete nach dem Zusammenbruch der Sowjetunion im Jahr 1992 als zweithöchste Spielklasse nach der Premyer Liqası. Zunächst fand sie bis zur Saison 1993/94 in zwei regionalen Gruppen statt. Seit der Saison 1994/95 wird die Liga eingleisig ausgetragen.
Der Liga gehörten seit der Saison 2023/24 zehn Mannschaften an, die einen Aufsteiger in die Premyer Liqası ermitteln. Die Liga wird vom AFFA, dem aserbaidschanischen Fußballverband, ausgerichtet.

## Aktuelle Saison
10 Mannschaften nehmen in der Saison 2024/25 teil:
| Verein              | Spielort   |
| ------------------- | ---------- |
| Baku Sportinq FK    | Baku       |
| Cəbrayıl FK         | Baku       |
| Difai Ağsu          | Ağsu       |
| İmişli FK           | İmişli     |
| FK Karvan Yevlax    | Yevlax     |
| Mingəçevir FK       | Mingəçevir |
| MOİK Baku PFK       | Baku       |
| Qaradağ Lökbatan FK | Lökbatan   |
| FK Qəbələ           | Qəbələ     |
| Zaqatala PFK        | Zaqatala   |

## Meister
| - 1994/95: FK Şəmkir - 1995/96: Sumqayıt PFK - 1996/97: AMMK Baku - 1997/98: FK Şahdağ-Samur - 1998/99: Inter Baku - 1999/00: FK Şahdağ-Samur - 2000/01: Lokomotiv İmişli - 2001/02: Lokomotiv İmişli - 2002/03: nicht ausgetragen - 2003/04: FK Gənclərbirliyi Sumqayıt - 2004/05: AMMK Baku | - 2005/06: Gilan Xanlar - 2006/07: FK Masallı - 2007/08: Bakılı Baku PFK - 2008/09: ABN Bərdə - 2009/10: FK Gəncə - 2010/11: Abşeron Futbol Klubu - 2011/12: FK Qaradağ Lökbatan - 2012/13: FK Ağsu - 2013/14: Araz-Naxçıvan PFK - 2014/15: FK Neftçala - 2015/16: FK Neftçala | - 2016/17: PFK Turan Tovuz - 2017/18: Xəzər Baku FK - 2018/19: MOİK Baku PFK - 2019/20: abgebrochen... - 2020/21: Neftçi Baku II - 2021/22: FK Qaradağ Lökbatan - 2022/23: Araz-Naxçıvan PFK - 2023/24: Şamaxı FK - 2024/25: FK Qəbələ |